# Pyrola minor
La piroletta (Pyrola minor L., 1753) è una pianta appartenente alla famiglia Ericaceae, a distribuzione olartica.

## Etimologia
Pyrola rappresenta il diminutivo del termine latino pyrus (pero), per la forma delle foglie.

## Descrizione
Pianta perenne, alta 10–20 cm, con fusto ascendente, semplice, nudo; foglie basali in rosetta di colore verde chiaro, con picciolo più breve o uguale alla lamina che si presenta con forma ellittico-rotonda con margine liscio o debolmente crenato; foglie cauline inferiori ridotte a squame; infiorescenza a grappolo con fiori penduli; sepali triangolari acuti, petali rotondi bianchi o bianco rosati rinchiusi a sfera.
Fiorisce nei mesi di giugno e luglio.

## Distribuzione e habitat
Pianta poco comune, cresce nelle faggete sopra i 1000 metri.

## Tassonomia
La specie veniva un tempo ascritta alla famiglia Pyrolaceae, taxon contraddistinto da piante di piccole dimensioni, erbacee, ma anche legnose alla base; gambo radicale non ramificato e privo di peli; fiori a calice o corolla avente un asse di simmetria radiale, 5 meri, in racemi terminali o isolati; sepali e petali saldati alla base (concresciuti) formanti una corolla o un calice indiviso.